# Браунштейн, Терри
Те́рранс А. «Те́рри» Бра́унштейн (англ. Terrance A. "Terry" Braunstein; род. 18 апреля 1939) — канадский кёрлингист.
В составе мужской сборной Канады участник и серебряный призёр чемпионата мира 1965. Чемпион Канады среди мужчин.
Играл на позиции четвёртого, был скипом команды.
В 1958, являясь самым молодым скипом из всех команд-участников, со своей командой выиграл мужской чемпионат провинции Манитоба, победив все опытные взрослые команды (после этого было введено возрастное ограничение снизу для участия во взрослом чемпионате — с 20 лет) и получив право представлять провинцию Манитоба на мужском чемпионате Канады 1958, где его команда завоевала серебряные медали. Вторично выступали на мужском чемпионате Канады в 1965, на этот раз выиграв его и получив право выступать на чемпионате мира, где стали серебряными призёрами, проиграв только сборной США.

## Достижения
- Чемпионат мира по кёрлингу среди мужчин: серебро (1965).
- Чемпионат Канады по кёрлингу среди мужчин: золото (1965), серебро (1958).
- Чемпионат Канады по кёрлингу среди ветеранов: бронза (1994, 1995).

## Команды
| Сезон   | Четвёртый        | Третий         | Второй                                    | Первый             | Турниры           |
| ------- | ---------------- | -------------- | ----------------------------------------- | ------------------ | ----------------- |
| 1957—58 | Терри Браунштейн | Ron Braunstein | Рэй Тернбулл                              | John Van Hellemond | ЧК 1958           |
| 1964—65 | Терри Браунштейн | Дон Дугид      | Ron Braunstein (ЧК), Гордон Мактавиш (ЧМ) | Рэй Тернбулл       | ЧК 1965 · ЧМ 1965 |
| 1993—94 | Барри Фрай       | Дон Дугид      | Терри Браунштейн                          | Рэй Тернбулл       | ЧКВ 1994          |
| 1994—95 | Барри Фрай       | Дон Дугид      | Терри Браунштейн                          | Рэй Тернбулл       | ЧКВ 1995          |

(скипы выделены полужирным шрифтом)

## Частная жизнь
В одной команде с Терри выступал его младший брат Рон Браунштейн (который не смог принять участие только в чемпионате мира, потому что как студент-медик в это время должен был сдавать экзамены) и был в составе команды заменён на Gordon McTavish.